# Куше-Хані
Куше-Хані (перс. قوشه خاني) — село в Ірані, у дегестані Рудбар, у Центральному бахші, шагрестані Тафреш остану Марказі. За даними перепису 2006 року, його населення становило 190 осіб, що проживали у складі 40 сімей.

## Клімат
Середня річна температура становить 13,17 °C, середня максимальна – 31,86 °C, а середня мінімальна – -9,97 °C. Середня річна кількість опадів – 271 мм.
| Клімат поселення                              | Клімат поселення | Клімат поселення | Клімат поселення | Клімат поселення | Клімат поселення | Клімат поселення | Клімат поселення | Клімат поселення | Клімат поселення | Клімат поселення | Клімат поселення | Клімат поселення | Клімат поселення |
| Показник                                      | Січ.             | Лют.             | Бер.             | Квіт.            | Трав.            | Черв.            | Лип.             | Серп.            | Вер.             | Жовт.            | Лист.            | Груд.            |                  |
| Середній максимум, °C                         | 7,85             | 10,04            | 15,54            | 22,13            | 26,61            | 31,53            | 31,86            | 30,97            | 26,87            | 21,22            | 14,34            | 8,35             |                  |
| Середня температура, °C                       | −1,07            | 1,13             | 6,62             | 13,21            | 17,70            | 22,60            | 25,90            | 25,02            | 20,90            | 15,27            | 8,37             | 2,38             |                  |
| Середній мінімум, °C                          | −9,97            | −7,78            | −2,3             | 4,30             | 8,80             | 13,70            | 19,94            | 19,05            | 14,92            | 9,30             | 2,40             | −3,59            |                  |
| Норма опадів, мм                              | 39               | 36               | 48               | 37               | 31               | 5                | 1                | 1                | 0                | 11               | 24               | 38               |                  |
| Середньомісячна швидкість вітру, м/с          | 1.90             | 2.08             | 3.07             | 3.16             | 2.82             | 2.62             | 2.86             | 2.54             | 2.30             | 2.27             | 1.93             | 1.45             |                  |
| Середньомісячна сонячна радіація, кДж/м²·день | 8736             | 11862            | 14387            | 17974            | 22027            | 26609            | 26010            | 23787            | 20411            | 14907            | 10707            | 8675             |                  |
| --------------------------------------------- | ---------------- | ---------------- | ---------------- | ---------------- | ---------------- | ---------------- | ---------------- | ---------------- | ---------------- | ---------------- | ---------------- | ---------------- | ---------------- |
| Джерело:                                      |                  |                  |                  |                  |                  |                  |                  |                  |                  |                  |                  |                  |                  |